# Dependentes (série)
Dependentes é uma série de televisão brasileira, produzida pela Indiana e exibida pelo Canal Futura. Bosco Brasil assina os roteiros, com colaboração de Diego Molina, e Marco Altberg assina a direção. Estreou no dia 27 de novembro de 2019, às 23 horas. 
O elenco conta com Luisa Thiré, Alexandre Mofatti, Letícia Medina, Jorge Caetano, Ana Paula Tabalipa e Helio Ribeiro, Isabella Ferrite entre outros.

## Tema
Dependentes é uma série que aborda o tema da dependência e da codependência.